# Andrew Hull Foote
Pour les articles homonymes, voir Foote.
Andrew Hull Foote, né le 12 septembre 1806 à New Haven et mort le 26 juin 1863 à New York, est un amiral de l'United States Navy américain.
Il se fait remarquer pour son service pendant la guerre de Sécession et pour sa contribution à plusieurs réformes navales dans les années précédant la guerre. Lorsque la guerre éclate, il est nommé au commandement de la flottille de canonnières de l'Ouest (Western Gunboat Flotilla), prédécesseur de l'escadron du fleuve Mississippi (Mississippi River Squadron). À ce poste, il a dirigé les canonnières lors de la bataille de Fort Henry. Pour ses services au sein de la Western Gunboat Flotilla, Foote est l'un des premiers officiers de marine à être promu au nouveau grade de contre-amiral (rear amiral).

## Biographie

### Jeunesse
Andrew Hull Foote nait à New Haven, dans le Connecticut, fils du sénateur Samuel A. Foot (ou Foote) et d'Eudocia Hull. Enfant, il n'est pas réputé pour être un bon élève, mais il manifeste un vif intérêt pour la mer. Son père fait un compromis et l'inscrit à l'Académie militaire de West Point, dans l'État de New York.
Six mois plus tard, en 1822, il quitte West Point et accepte une nomination en tant que midshipman dans la United States Navy.

### Service naval d'avant la guerre de Sécession
Entre 1822 et 1843, Foote sert dans les Caraïbes, le Pacifique et la Méditerranée, sur la côte africaine et à l'arsenal maritime de Philadelphie (Philadelphia Navy Yard). Il débute comme aspirant sur le USS Grampus. En 1830, il est nommé lieutenant et est stationné en Méditerranée. En 1837, Foote fait le tour du monde à bord du USS John Adams. Après avoir servi en mer, Foote est nommé responsable de l'asile naval de Philadelphie (Philadelphia Naval Asylum). Après avoir servi sur terre, il retourne en mer et organise une société de tempérance à bord du USS Cumberland. Ce groupe se transforme en un mouvement qui permet de mettre fin à la politique de fourniture de grog au personnel de la marine américaine.

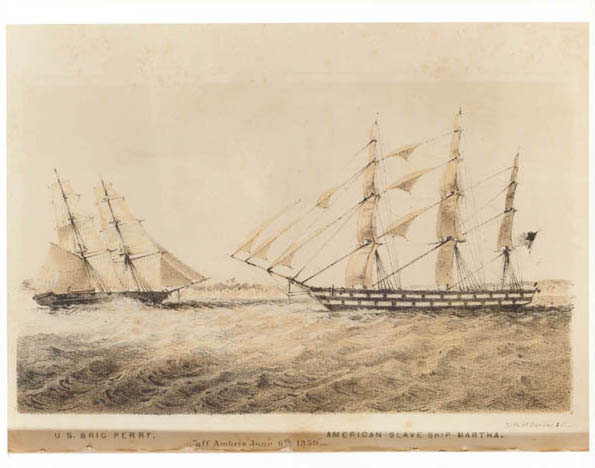
L'USS Perry de Foote confrontant le navire négrier Marta of Ambriz le 6 juin 1850.

De 1849 à 1851, Foote commande le USS Perry, croisant dans les eaux au large de la côte africaine. Il participe activement à la suppression de la traite des esclaves dans cette région. Cette expérience le persuade de soutenir la cause de l'abolition et, en 1854, il publie un livre de 390 pages intitulé Africa and the American Flag. Dans ce livre, l'amiral Foote décrit la géographie du continent africain, les coutumes de nombreux peuples africains, l'établissement de colonies américaines en Afrique, la traite des esclaves et ses méfaits et la nécessité de protéger les citoyens américains et le commerce à l'étranger. Il devient également un orateur fréquent sur le circuit abolitionniste.
Foote est promu commandant en 1856 et prend le commandement du USS Portsmouth dans l'escadron des Indes orientales (East India Squadron). Dans le cadre de ce commandement, Foote se voit confier la mission d'observer les opérations britanniques contre Canton, en Chine, pendant la deuxième guerre de l'opium. Cette mission lui vaut d'être attaqué par des batteries côtières chinoises. Foote dirige un groupe de débarquement qui s'empare des forts de barrage le long de la rivière des Perles en représailles à l'attaque, ce qui entraîne une brève occupation du territoire chinois par la marine américaine.
Foote retourne aux États-Unis en 1858 et prend le commandement du Brooklyn Navy Yard, à Brooklyn, un arrondissement de New York, poste qu'il occupe jusqu'au déclenchement des hostilités de la guerre de Sécession.

### Vie personnelle et famille

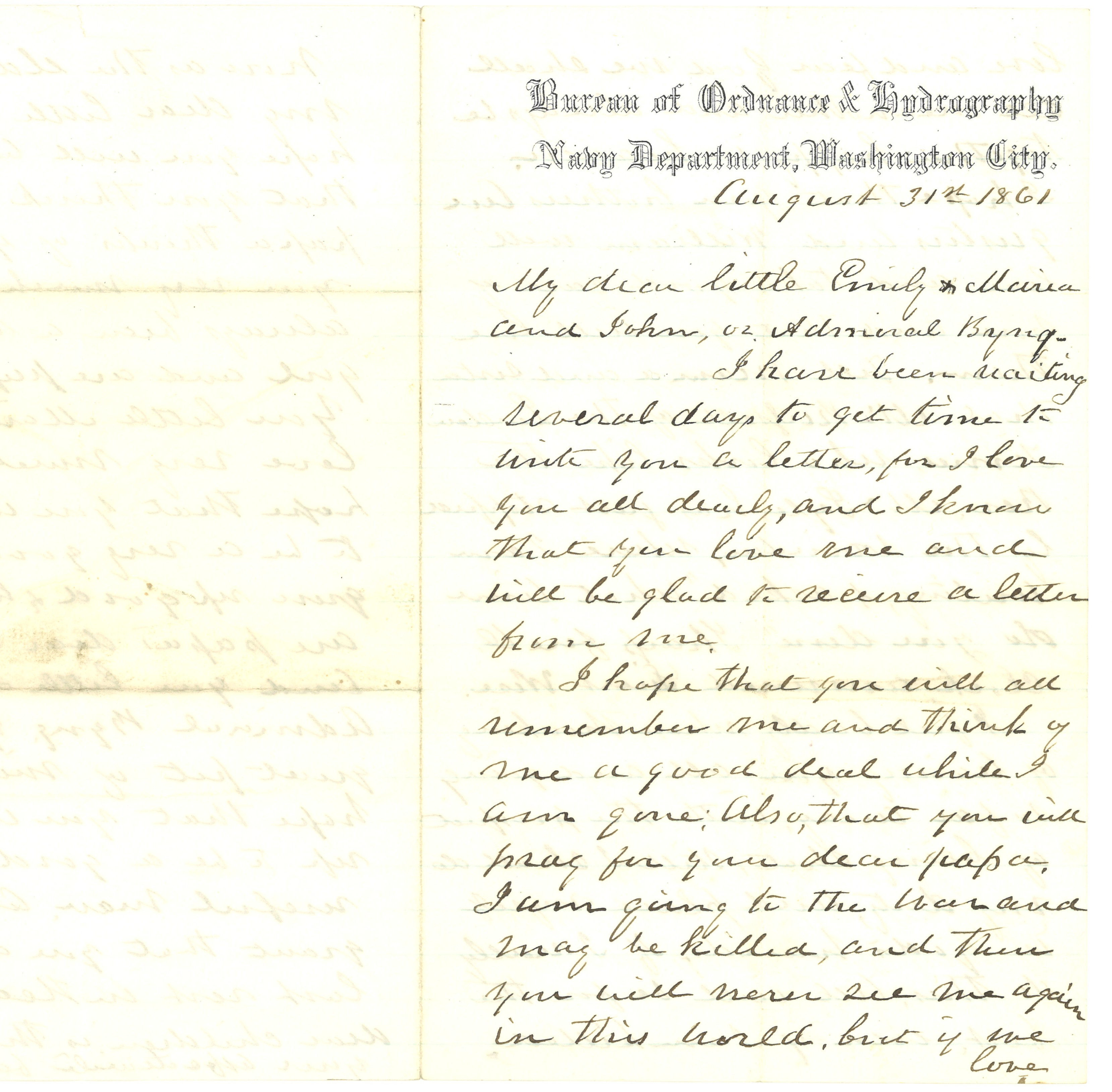
1861 - lettre de Foote à ses enfants, page 1.

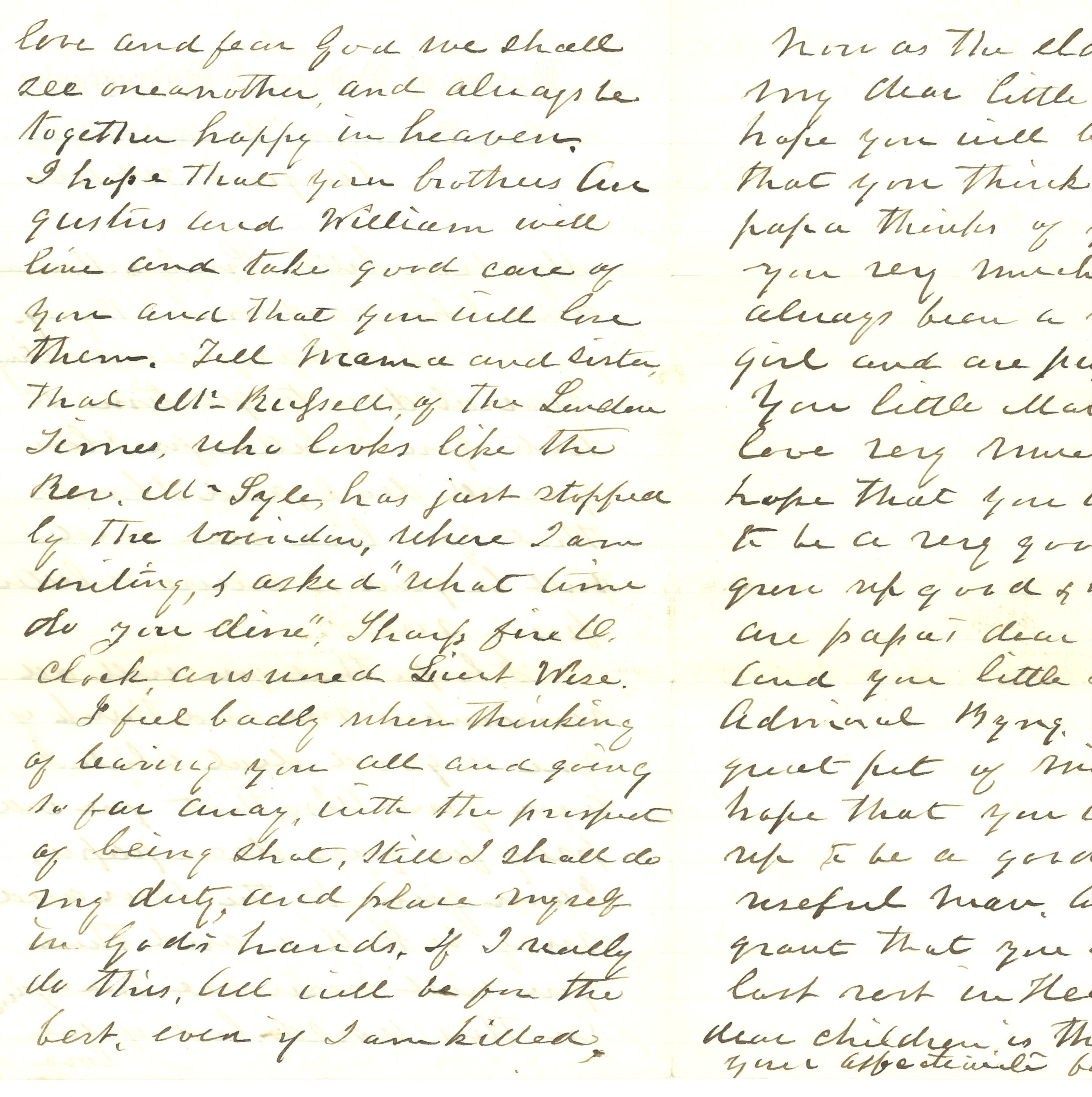
Page 2.

Alors que la guerre civile commence, Andrew Hull Foote écrit une lettre (voir image) à ses trois plus jeunes enfants le 31 août 1861. Il y exprime son amour pour eux et le fait qu'il part à la guerre et risque d'être tué. Il termine par la phrase suivante : « Que Dieu vous accorde à tous de reposer enfin au ciel, mes chers enfants, c'est la prière de votre affectueux père. » L'année 1862 a été une période de grande perte personnelle pour Foote. Sept mois après la rédaction de cette lettre, son fils William Leffingwell meurt le 14 mars 1862, à l'âge de 13 ans. Plus tard cette année-là, sa fille Emily Frederica meurt à l'âge de 10 ans, le 14 octobre. Six jours plus tard, sa plus jeune fille Maria Eudocia meurt à l'âge de 7 ans. Foote et sa femme Caroline Augusta Street Foote avaient perdu trois enfants en 7 mois. Lorsque Foote meurt en 1863, il laisse derrière lui deux fils, Augustus Russell Street (16 ans) et John Samuel, et une fille adulte, Josephine, issue de son premier mariage avec Caroline Flagg. Caroline Augusta Street est morte deux mois après Foote, le 27 août 1863. Le plus jeune fils, John Samuel, surnommé "Amiral Byng" par Foote, est orphelin à l'âge de quatre ans.

### Guerre civile et mort

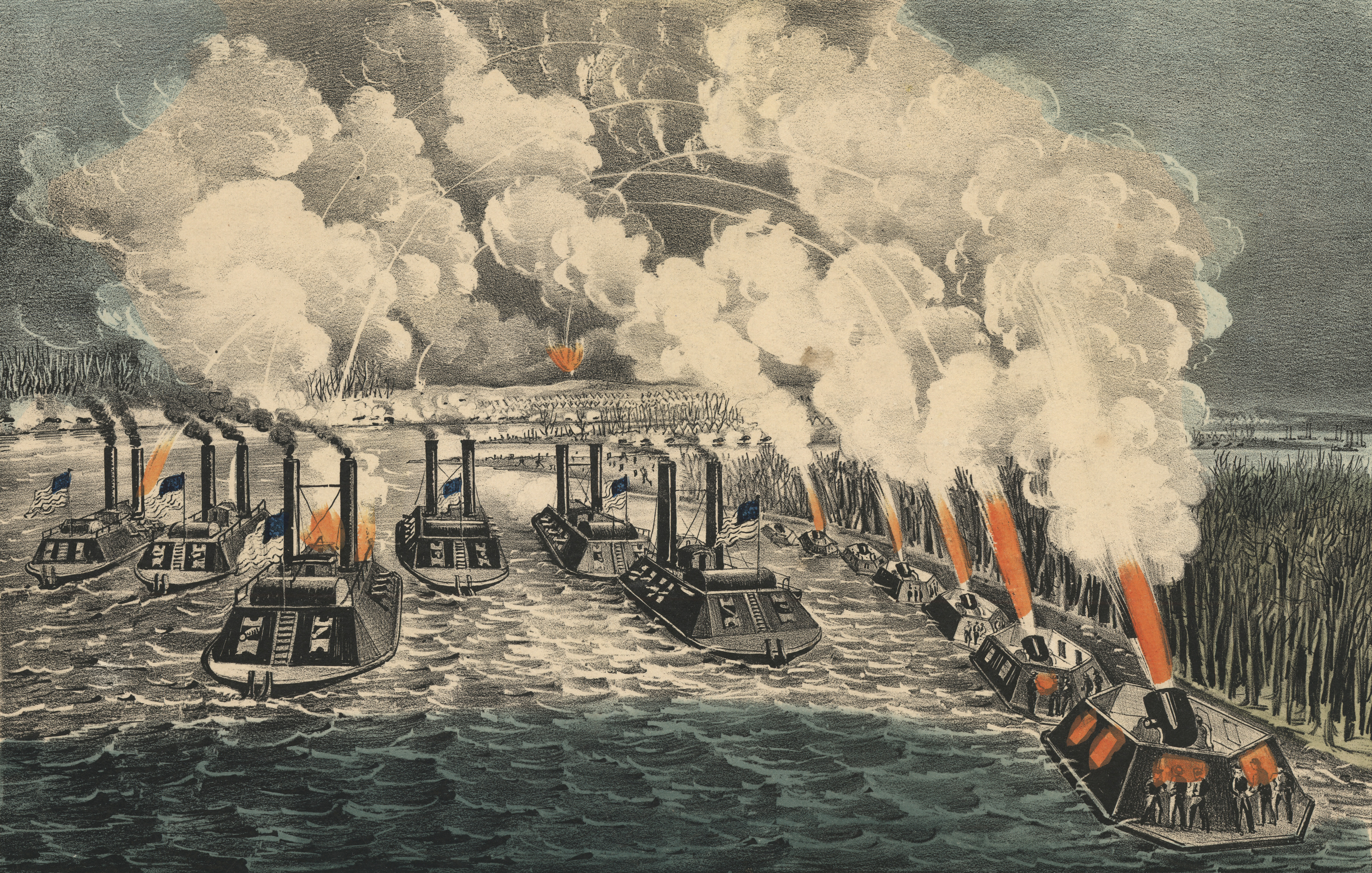
Navires cuirassés (Ironclad) de l'Union lors d'une action en 1862, Bombardement de l'île Numéro dix dans le fleuve Mississippi.

Lorsque la guerre de Sécession débute en 1861, Andrew Hull Foote commande le chantier naval de New York (New York Navy Yard). Le 29 juin 1861, Foote est promu capitaine. De 1861 à 1862, Foote a commandé l'escadron du fleuve Mississippi (Mississippi River Squadron) avec distinction, organisant et dirigeant la flottille de canonnières dans plusieurs des premières batailles du théâtre occidental de la guerre de Sécession. Même si Foote est un officier de la marine américaine, la flottille de l'Ouest est sous la juridiction de l'armée de l'Union. Au début du mois de février 1862, alors qu'il a le grade d'officier général (l'équivalent du commodore moderne), il coopère avec le général Ulysses S. Grant contre Fort Henry sur la rivière Tennessee. Malgré de lourds dommages à l'une de ses canonnières, Foote parvient à soumettre rapidement le fort. Lorsque le commandant de la garnison confédérée, le brigadier-général Lloyd Tilghman, envoie un drapeau de trêve pour demander les termes de la reddition, Foote lui répond sans ménagement : « Non monsieur, votre reddition sera inconditionnelle ! ».
Quelques jours plus tard, Grant, avec trois divisions, et Foote avec sa flotte de cuirassés, ainsi que l'aide du capitaine Seth Ledyard Phelps et de sa flotte de navires de guerre à bardage de bois (Timberclad warship), se dirigent vers Fort Donelson sur la rivière Cumberland. Espérant une répétition du succès de Fort Henry, le général Grant incite Foote à attaquer les batteries fluviales du fort. Cependant, les canons de Fort Donelson sont mieux placés que ceux de Fort Henry. Trois des canonnières de Foote sont endommagées, dont le vaisseau amiral, le USS St. Louis ; Foote lui-même est blessé au pied. Pour ses services aux forts Henry et Donelson, Foote reçoit les remerciements du Congrès (Thanks of Congress). Après avoir réparé sa flottille, Foote se joint au général John Pope dans une campagne contre l'île numéro dix (Island Number Ten) sur le fleuve Mississippi. En juillet 1862, Foote reçoit un deuxième Thanks of Congress, cette fois pour les batailles de Fort Henry, Fort Donelson et Island Number Ten.
Plus tard en 1862, Andrew Hull Foote est promu au rang de contre-amiral (rear admiral). En 1863, alors qu'il est en route pour prendre le commandement de l'escadron de blocus de l'Atlantique Sud (South Atlantic Blockading Squadron), il meurt subitement, terrassé par la maladie de Bright. Sa mort prématurée à New York choque la nation.
Il est enterré au cimetière de Grove Street (Grove Street Cemetery) à New Haven.

## Hommages
Trois navires ont été baptisés USS Foote en son honneur. Le Fort Foote de la guerre civile sur le Potomac, aujourd'hui un parc national, a été nommé en son honneur le 17 septembre 1863.
Foote Street NE (et Foote Place) à Washington, DC porte son nom, faisant partie d'une série de rues nommées pour des généraux de la guerre civile.

## Publication
Il est l'auteur de Africa and the American Flag en 1854.